# Gradzanowo Zbęskie
Gradzanowo Zbęskie [pronunciación en polaco: /ɡrad͡zaˈnɔvɔ ˈzbɛ̃skʲɛ/] es un pueblo ubicado en el distrito administrativo de Gmina Radzanów, dentro del Condado de Mława, Voivodato de Mazovia, en el este de Polonia central. Se encuentra aproximadamente a 5 kilómetros al sureste de Radzanów, a 30 kilómetros al suroeste de Mława, y a 97 kilómetros al noroeste de Varsovia.